# Суккуленты
Суккуле́нты (от лат. succus — «сок», лат. succulentus — «сочный») — растения, обладающие специальными тканями для накопления воды. Обычно они произрастают в засушливых регионах.
Растения, объединяемые под термином «суккуленты», не связаны общим происхождением; их схожие черты обусловлены сходными условиями обитания. Суккуленты встречаются даже среди таких семейств, как ароидные (например, замиокулькас), бромелиевые (диккия) и виноградовые (циссус четырёхугольный).

## Классификация
Стеблевые суккуленты
Сохраняют влагу в утолщённом, часто ребристом, стебле. Листья, как правило, мелкие или редуцировались в колючки. К стеблевым суккулентам относится большинство кактусовых, многие виды молочая.
Отличаются сильным развитием водозапасающей ткани в коре и сердцевине стебля. Стеблевыми суккулентами является большинство представителей семейства Кактусовые (Opuntia, Cereus и др.), характерного для американских пустынь, и семейства Молочайные из засушливых областей Африки. Кактусовые имеют разнообразные по форме и размерам сочные зеленые безлистные стебли, покрытые колючками и (или) волосками, которые защищают растения от поедания животными и способствуют конденсации влаги. Стенки эпидермиса стеблей утолщены, покрыты толстым слоем кутикулы. Ребристая поверхность способствует равномерному распределению света и тени. Устьица погружены в гиподерму. Днем они закрыты, и транспирация исчезающе мала. Расход воды очень медленный, так как клеточный сок наряду с органическими кислотами и сахарами содержит гель, который может набухать и тем самым удерживать воду.
Листовые суккуленты
Сохраняют влагу в толстых листьях. К листовым суккулентам относятся представители родов алоэ, литопс, хавортия, эчеверия. В России на сухих песчаных прогреваемых местообитаниях встречаются листовые суккуленты семейства Толстянковые: несколько видов рода очиток (Sedum) и молодило (Sempervivum).

## Адаптационные приспособления у суккулентов

### Приспособление у суккулентов для экономии влаги
- Листья, стебель либо опушены либо покрыты кутикулой (плотной восковой оболочкой), что снижает испарение.
- Листья имеют округлую форму, что снижает площадь испаряющей поверхности.
- Листья собраны в розетку, стебель редуцирован.
- Уменьшено количество дыхательных устьиц, через которые происходит основное испарение воды.
- Листья редуцированы в колючки или отсутствуют, фотосинтез происходит в стебле, имеющем цилиндрическую или шаровидную форму для уменьшения площади поверхности
- CAM-фотосинтез: днём устьица закрыты, газообмен происходит ночью, когда температура ниже, а влажность больше.
- В засушливый период надземные части растения отмирают и отрастают заново при появлении влаги.

### Приспособление у суккулентов для хранения влаги
- Толстые, наполненные влагой листья или стебли.
- Ребристый стебель. При появлении большого количества влаги после дождя складки распрямятся, в результате чего растение не лопается от избытка жидкости.

### Приспособление у суккулентов для получения влаги
Источники влаги для суккулентов пустынных областей:
- Подземные воды.
- Роса, выпадающая при ночном остывании воздуха; туманы.
- Редкие дожди в определённые сезоны.

В ходе эволюции многие суккулентные растения выработали следующие приспособления:
- Высокое осмотическое давление в корнях.
- Длинные корни, доходящие до подземных водоносных слоёв.
- Поверхностные корни, позволяющие собирать влагу от росы и дождей.
- Листья имеют форму желоба. Атмосферные осадки стекают по ним к корням.
- Пушок на поверхности растения конденсирует влагу из воздуха.
- Гидатоды — специализированные структуры для выделения избыточной воды. У крассул, приспособленных к засушливым условиям, гидатоды выполняют дополнительную функцию — они способны поглощать воду напрямую с поверхности листьев. Это позволяет им выживать в засушливых регионах, где осадки редки, но растения регулярно покрываются росой или туманом[2].

### Предохранение от солнечных ожогов и перегрева
- Эпикутикулярный воск: уменьшении смачивания поверхности и потери влаги. Другие функции включают отражение ультрафиолетового света, помощь в формировании гидрофобной и самоочищающейся поверхности, и препятствие наползанию насекомых.
- Светлая окраска листьев. Эчеверии имеют голубовато-зелёную окраску, аргиродермы — почти белую.
- Ткани, подверженные солнечной радиации, вырабатывают защитные пигменты красного или коричневого цвета.
- Эпидермальное окно: структура листа некоторых суккулентов состоящая из полупрозрачной области через которую свет проникает на внутреннюю часть фотосинтезирующей поверхности, где происходит фотосинтез. Позволяет большей части растения оставаться под поверхностью почвы, где оно защищено от высыхания ветром и жарой, при этом оптимизируя поглощение света. Примеры: литопс, фенестрария, фрития, хавортия.

### Приспособление для защиты от животных
- Сок многих растений ядовит.
- Шипы и колючки.
- Мимикрия. Некоторые растения похожи на окружающие их камни. Примеры: литопс, псевдолитос, титанопсис. Края листьев фаукарии покрыты мягкими шипами с загнутыми концами, что делает верхнюю пару листьев похожей на раскрытую пасть.

## Учёные — специалисты по суккулентам
- Вальтер Хаге с премией «Золотой кактус»Вальтер Хаге
- Вернер Рау
- Элия Браво Ольис
- Гордон Дуглас Роули
- Лайман Дэвид Бенсон
- Сьюзан Картер Холмс
- Эдвард Фредерик Андерсон
- Вильгельм Бартлотт
- Дэвид Ричард Хант
- Леонард Эрик Ньютон
- Хайдрун Эльсбет Клара Хартман

## Галерея
Существует около шестидесяти различных семейств растений, содержащих суккуленты. Несколько семейств перечислены ниже:
- Адромискус Купера — семейство Толстянковые
- Агава Парри — семейство Агавовые
- Алоэ — семейство Асфоделовые
- Аллюодия высокая — семейство Дидиереевые
- Анакампсерос руфесценс — семейство Анакампсеровые
- Крестовник Роули — семейство Астровые
- Ксеросициос — семейство Тыквенные.
- Мезембриантемум хрустальный — семейство Айзовые
- Молочай крупнорогий — семейство Молочайные
- Орбея пёстрая — семейство Кутровые
- Пеперомия снежная — семейство Перцевые
- Эхинопсис хамецереус — семейство  Кактусовые